# La straordinaria storia dell'Italia
La straordinaria storia dell'Italia è una serie di trasmissioni televisive della Rai e su TMC, dedicate alla storia d'Italia dall'antichità sino all'epoca moderna.
La serie, divisa in quattro cicli. fu tuttavia trasmessa in modo molto discontinuo: il ciclo che comprendeva le vicende svoltesi dalla preistoria alla caduta dell'Impero romano d'Occidente e quello dedicato al Medioevo furono trasmessi negli anni ottanta, il ciclo dedicato all'età moderna e quello dedicato alla storia più recente dell'Italia furono trasmessi solamente all'inizio degli anni novanta.
Come sigla d'apertura di ogni puntata si adottò il terzo movimento (Presto) del concerto l'Estate tratto da Le quattro stagioni di Antonio Vivaldi.

## Primo ciclo (1983)
Il primo ciclo, dedicato a un lunghissimo periodo, che andava dalla preistoria all'impero romano, fu condotto da Filippo Coarelli, con la regia di Adriana V. Borgonovo. La sceneggiatura è di Bruno Longhini e Piero Sanavio. Lo studio fu realizzato nella Curia Iulia sede dell'antico Senato romano. Al programma collaborò anche l'attore Nando Gazzolo, che prestò la sua voce alla lettura di documenti e testi storici, e l'attrice Rossana Podestà, con dei servizi esterni.
1. L'alba del passato
2. I nipoti di Ulisse
3. Gli Etruschi e gli altri
4. Una lupa e sette re
5. Il mestiere della guerra
6. Delenda Carthago
7. Alle porte dell'Asia
8. Le idi di marzo
9. Luci e ombre sull'impero

La serie venne trasmessa, per la prima volta, sulla Rete Uno a partire dal 25 febbraio 1983 alle 21.55, ogni sabato, con cadenza settimanale.

## Secondo ciclo (1985)
Solo dopo due anni fu trasmesso il secondo ciclo, dedicato al Medioevo. Il programma fu condotto da Girolamo Arnaldi, con la collaborazione, per le letture dei testi, di Arnoldo Foà. Confermata la presenza di Rossana Podestà, fece il suo debutto nel programma un giovanissimo Umberto Broccoli con la conduzione di una rubrica sulla vita quotidiana nel Medioevo. Lo studio del programma venne in questa serie allestito presso l'Abbazia di Fossanova. La sceneggiatura è di Bruno Longhini e Mario Francini.
1. La fine del mondo antico
2. I Longobardi
3. Cavalca, Carlo!
4. Per le strade del sud
5. Un secolo di ferro
6. L'alba dell'anno mille
7. A lancia e spada contro il Barbarossa
8. Lo stupore del mondo
9. Venezia e Napoli due capitali
10. Il Comune chiama il Principe
11. Magnati e popolani
12. Verso il Rinascimento

## Terzo ciclo (1991)
Dedicato all'età moderna, dal periodo rinascimentale fino al riformismo settecentesco, questa ulteriore serie fu affidata alla conduzione dello storico Mario Rosa. Lo studio era allestito nel Palazzo Farnese di Caprarola. Fu riconfermata Rossana Podestà. Invece le letture, in questa edizione, furono affidate all'attore Sergio Fantoni, mentre gli attori chiamati a interpretare i corti sceneggiati di ricostruzione storica presenti al principio di ciascuna puntata furono Pierluigi Zollo e Renato De Carmine. La sceneggiatura è di Bruno Longhini, Mario Francini e Adriana Borgonovo (anche regista dell'intera serie).
1. Il Rinascimento
2. Firenze e il Magnifico
3. L'ombra di Lutero
4. Tra Francia e Spagna
5. La Chiesa dei Santi
6. Il pericolo turco
7. Ricchi e poveri nel Seicento
8. "Mora il malgoverno!"
9. Tra passato e futuro
10. L'età delle riforme

## Quarto ciclo (1991)
L'ultima serie, L'Italia contemporanea, dedicata alla storia più recente, è condotta dallo storico Francesco Malgeri nello studio allestito al Palazzo del Quirinale. Presente è, anche in questa serie, Rossana Podestà. Ritroviamo Nando Gazzolo, voce narrante delle brevi schede introduttive di ciascuna puntata e interprete nei corti sceneggiati di ricostruzione storica. La sceneggiatura è di Bruno Longhini e Mario Francini.
1. La Carboneria
2. Un'idea dell'Italia
3. Roma e Venezia
4. L'Italia di Cavour
5. La capitale da Torino a Roma
6. Facciamo gli italiani
7. Il nuovo secolo
8. La grande guerra
9. La dittatura
10. La catastrofe
11. La Repubblica
12. Un paese che cresce